# Aleksy Kuziemski
Aleksy Kuziemski (* 9. Mai 1977 in Świecie) ist ein ehemaliger polnischer Profiboxer.

## Karriere
Kuziemski boxte als Amateur im Halbschwergewicht. Er gewann 2000 und 2002 jeweils das internationale Feliks Stamm Tournament und besiegte dabei Starter aus Russland, Polen, Litauen und Ungarn. 2003 und 2004 wurde er Polnischer Meister. Im Juli 2003 nahm er an den Weltmeisterschaften in Bangkok teil, besiegte İhsan Yıldırım Tarhan, Ben McEachran und Andrij Fedtschuk, ehe er im Halbfinale gegen Magomed Aripgadschiew ausschied und eine Bronzemedaille gewann.
Im Februar 2004 folgte eine Bronzemedaille bei den Europameisterschaften in Pula. Nach Siegen gegen Robert Kramberger und István Szűcs, unterlag er diesmal im Halbfinale gegen Jewgeni Makarenko. Im Juni 2004 folgte die Silbermedaille bei den EU-Meisterschaften in Madrid. Er besiegte Kenneth Egan und Tony Jeffries, ehe er diesmal im Finale gegen İhsan Yıldırım Tarhan ausschied.
Im August 2004 startete er noch bei den Olympischen Spielen in Athen, scheiterte aber im ersten Kampf gegen Beibut Schumenow.
Seit 2005 boxt er als Profi und gewann seine ersten 17 Kämpfe, davon zwölf in Deutschland und zwei in Österreich. In seinem vierten Kampf schlug er Enad Licina, im Juni 2007 Ladislav Kutil (Bilanz: 16-0) und im März 2009 Armin Dollinger (19-0). Im August 2009 boxte er in Budapest um die interime Weltmeisterschaft der WBO, verlor dabei jedoch gegen Jürgen Brähmer (33-2).
Nach fünf weiteren Kämpfen, darunter einem Sieg gegen Igor Michalkin (11-0), erhielt er im Mai 2011 in London eine erneute WM-Titelchance der WBO. Er unterlag dabei jedoch gegen Nathan Cleverly (21-0). Im Dezember 2012 verlor er in Kanada gegen Jean Pascal (26-2).